# Sveti Martin (Sveta Nedelja)
Sveti Martin is een plaats in de gemeente Sveta Nedelja in de Kroatische provincie Istrië. De plaats telt 164 inwoners (2001).